# 刘西元
刘西元（1917年2月26日—2003年7月14日），原名刘熙元，中国人民解放军中将，曾参与指挥通化事件中中共军队的作战。获朝鲜民主主义人民共和国一级国旗勋章，1955年获二级八一勋章、二级独立自由勋章、一级解放勋章，1988年获一级红星功勋荣誉章。